# Neoserica rufofusca
Neoserica rufofusca är en skalbaggsart som beskrevs av Moser 1916. Neoserica rufofusca ingår i släktet Neoserica och familjen Melolonthidae. Inga underarter finns listade i Catalogue of Life.